# Redondela (stacja kolejowa)
Redondela (hiszp. Estación de Redondela) – stacja kolejowa w miejscowości Redondela, w prowincji Pontevedra, we wspólnocie autonomicznej Galicja, w Hiszpanii.
Obsługuje połączenia regionalne Renfe i Comboios de Portugal oraz połączenia średniego dystansu.

## Położenie stacji
Znajduje się na linii Monforte de Lemos – Redondela i Redondela – Santiago de Compostela, na wysokości 33 m n.p.m..

## Historia
Stacja została otwarta 1 stycznia 1878 wraz z otwarciem odcinka Guillarey-Vigo linii Vigo-Monforte de Lemos. Linię zbudowała MZOV. W 1928 roku poważne problemy gospodarcze firmy spowodowały włączenie do Compañía Nacional de los Ferrocarriles del Oeste. w 1941 w wyniku nacjonalizacji hiszpańskiej kolei, stała się częścią RENFE.
Od 31 grudnia 2004 Renfe Operadora zarządza liniami, a Adif jest właścicielem obiektów kolejowych.

## Linie kolejowe
- Monforte de Lemos – Redondela
- Redondela – Santiago de Compostela